# Lồi cầu (giải phẫu)
 Một lồi cầu ( tiếng Latinh: condylus, từ tiếng Hy Lạp: kondylos; κόνδυλος knuckle) là mỏm tròn ở đầu của xương, thường là thành phần của một khớp - khớp nối với xương khác.  Đây là một trong những dấu hoặc đặc điểm của xương và có thể là:
- Trên xương đùi, ở khớp gối: 
  - Lồi cầu trong
  - Lồi cầu ngoài
- Trên xương chày, ở khớp gối: 
  - Lồi cầu trong
  - Lồi cầu ngoài
- Trên xương cánh tay, trong khớp khuỷu: 
  - Lồi cầu xương cánh tay (Condylus humeri)
- Trên xương hàm dưới, trong khớp thái dương hàm: 
  - Lồi cầu xương hàm dưới
- Trên xương chẩm, ở khớp đội-chẩm: 
  - Lồi cầu chẩm

Mặc dù thường không được gọi là lồi cầu, nhưng ròng rọc và chỏm con của xương cánh tay hoạt động như các lồi cầu trong khớp khuỷu tay, và đầu xương đùi hoạt động như một lồi cầu ở khớp hông.